# 孫姫式
孫姫式（ひこひめしき）は、平安時代の歌学書。全1巻。原名は和歌式（わかしき）であるが、普通名詞のそれと混同されうるため、これらの名のほか孫姫和歌式、和歌孫姫式などとも呼ばれる。著者・成立年ともに未詳であり、歌経標式・喜撰式とともに和歌三式、石見女式を加えて和歌四式の一つに数えられる。

## 作者・成立年代
作者である孫姫については未詳である。跋文の一人称が「妾」であるため、女性の手になるものとして書かれたとは知られる。和歌現在書目録には「菅歟」とある。しかしこれをもって菅原道真の娘・孫姫の作であると決することはむつかしい。鎌倉時代後期の代集には「浜成卿和歌式、宇治山喜撰式、そどほりひめの式、いはみの女が髄脳、新撰髄脳……」と列挙されており、孫姫を衣通姫と同一視する説もあったとみられる。小沢正夫 (国文学者)は、『古今和歌集目録』小野小町項にある「号比右姫」が「比古姫」の誤りではないかとして、『古今和歌集』仮名序にある「小野小町は古への衣通姫の流なり」とあることなどから、孫姫が小野小町への仮託ではないかとしている。
成立年代も不明である。孫姫式には多数の和歌が引かれるが、半数以上が万葉仮名で書かれる。これにはヤ行エの混同があるため、日本語音韻史の観点からは天暦年間以降の成立とみられる。顕昭の古今集註には、喜撰式よりも後に成立したとの記載がある。孫姫式には喜撰式を踏まえた混本歌が含まれるため、これより後のものであることは確かである。一方、為兼卿和歌抄には「寛平の御時、孫姫、喜撰かさねて式をつくり」とあるが、これをもって寛平年間の成立と断ずることはむつかしい。

## 内容
現存する諸本はいずれも内容が一致する。最初に歌病があり、八病を掲げる。ついで長歌式があり、最後に跋文がある。

## 諸本
以下が存在するが、目立った異本がなく、すべて同系統とされる。和歌現在書目録・八雲御抄に「有序」とあるが、現存本にはない、諸書の逸文が確認できないなどから、現存本は零本であって、多数の箇所が脱落しているとみられる。
- 東大図書館本（南葵文庫旧蔵）
- 神宮文庫本
- 彰考館文庫本
- 前田侯爵家本
- 宣宗本
- 福王旧蔵本
- 森本宗範本
- 平井本
- 木村正辞校本
- 大形本
- 和歌四式本
- 倭歌四式本